# 디오니소스 극장

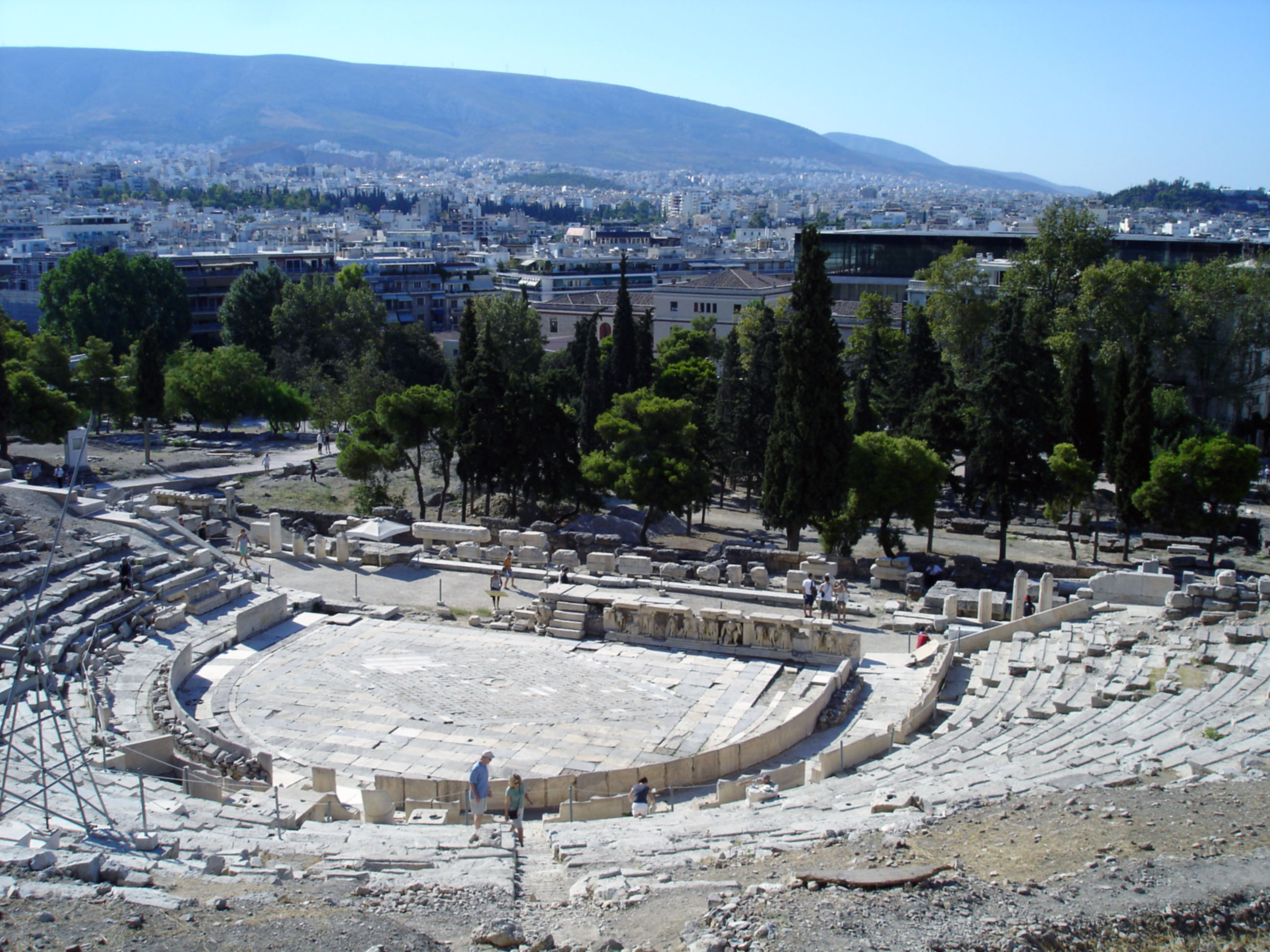
디오니소스 극장

디오니소스 극장(그리스어: Θέατρο του Διονύσου)는 그리스 아테네 아크로폴리스 기슭에 세워져 있던 대형 야외 극장으로, 디오니소스제의 개최지였다. 건축 음향학을 활용한 예이기도 하다.

## 같이 보기
- 고대 그리스 연극
- 고대 그리스 희극